# Scharsee
Der Scharsee ist ein kleiner See in der Holsteinischen Schweiz.
Er liegt an der ehemaligen Bundesstraße 76 südöstlich der Stadt Preetz, östlich von Schellhorn und nördlich des Lanker Sees, in den der Scharsee entwässert. Am Nordufer des Gewässers ist der erstmals 1224 erwähnte Ort Scharstorf, heute ein Ortsteil von Schellhorn, gelegen.
Das Gewässer ist 36,3 Hektar groß, bis zu 2,9 Meter tief und liegt etwa 20,8 m ü. NN.

## Ökologie

### Fischsterben von 1986
Im flachen Scharsee ereignete sich 1986 ein umfassendes Fischsterben. Seither konnte sich jedoch durch Zuwanderung und gezielte Besatzmaßnahmen wieder ein Fischbestand etablieren. Nach Untersuchungen in den Jahren 2001 und 2004 leben heute wieder folgende Arten im Scharsee: Hecht, Brasse, Gründling, Moderlieschen, Plötze, Rotfeder, Schleie, Steinbeißer, Aal, Quappe, Dreistachliger Stichling, Zwergstichling, Kaulbarsch, Flussbarsch, Karpfen, Kamberkrebs, Flache Teichmuschel und Gemeine Teichmuschel.
Von diesen 18 Arten sind vor allem Flussbarsch, Plötze und Karpfen besonders zahlreich. Ein kleiner Bestand der Flusskrebsart Kamberkrebs konnte ebenfalls nachgewiesen werden. Die Bewertung der Behörden ist daher insgesamt positiv, indem ausgesagt wird, das Fischsterben habe bereits nach wenigen Jahren der Erholung keine sichtbaren Spuren im Scharsee hinterlassen.

## Archäologie

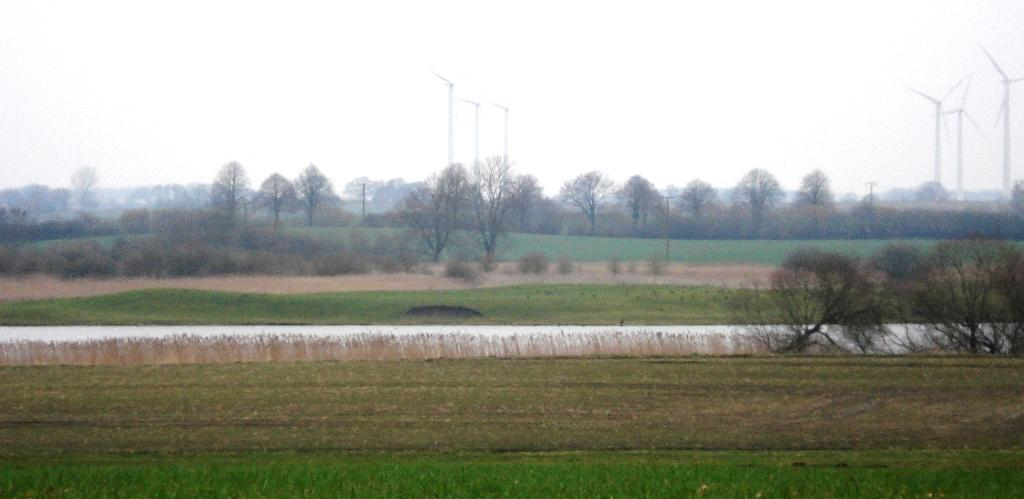
Blick auf den Scharstorfer Ringwall / die Scharstorfer Burg auf der Halbinsel im Scharsee – die Wallreste zeigen sich aus der Ferne als leicht erhöhte Gebiete

### Slawischer Burgwall
Vom Ostufer des Scharsees ragt eine etwa 400 Meter lange gegabelte Halbinsel nach Westen in den See hinein, die den heutigen Wasserspiegel im Mittel um zwei Meter überragt. Die heute als Weideland genutzte Fläche war wiederholt Anziehungspunkt für Archäologen. Wie Struve (1981) beschreibt, fand ein Dorflehrer mit seiner Schulklasse 1886 zahlreiche Keramikscherben und Knochen. Er löste damit die erste Grabungsaktion aus. 1890, 1959 sowie 1972 wurde die zweiteilige Burg von Scharstorf, Kr. Plön intensiv beforscht.

#### Der Burgwall
Am südlichen Rand der Halbinsel befindet sich eine stark verschleifte slawische Burgwallruine von 70 m Durchmesser, die auf das 9.–10. Jahrhundert datiert wird. Parallel zur Wallböschung verlaufen im Wasser bogenförmige Doppelreihen aus Pfählen, die nach außen geneigt sind. Nach den Grabungsbefunden befand sich zwischen dem Wall und den Pfählen ähnlich wie um den Burgwall in Alt Lübeck und Warder, Kreis Segeberg, eine Zone dichter Besiedlung.

#### Der Abschnittswall und die Vorburg
Der 150 m langer Abschnittswall, der die Halbinsel an der Ostseite abriegelt und eine Vorburg schützt, ist besser erhalten. Der Wall ist noch bis zu 2,5 m hoch und heute 20 bis 25 m breit. Die ursprüngliche Breite betrug nur acht Meter, die Höhe mindestens vier Meter. Auf der Vorburg befand sich ein zweites, weniger dicht besiedeltes Areal. Ein geschotterter Weg führt von dem Damm zwischen Burg und Vorburg über das Vorburggelände zu der Stelle, wo das Tor im Abschnittswall vermutet wird.
Zwischen der Vorburg und dem Ringwall liegt eine sumpfige Wiese, über die ein niedriger Damm führt, der schon in slawischer Zeit Hauptburg und Vorburg verband. Das ganze erinnert stark an die Anlage von Groß Raden in Mecklenburg.